# Легри (Фиренца)
Легри је насеље у Италији у округу Фиренца, региону Тоскана.
Према процени из 2011. у насељу је живело 294 становника. Насеље се налази на надморској висини од 198 м.